# Gardamas
Gardamas je městys v západní části Litvy, v jihozápadním Žemaitsku, v Klajpedském kraji, v centru okresu Šilutė, 14 km na východoseverovýchod od Šilutė, 6 km na severoseverozápad od městysu Žemaičių Naumiestis. Gardamem protéká řeka Tenenys, která přitéká od severu a pokračuje směrem západním. Leží na silnici Švėkšna – Žemaičių Naumiestis, z městečka také vedou cesty do Šyliů, Nausėdů, Ramučiů, Kukuiliškė a Dulkiškė. Nejbližší železniční trať je až v Šilutė.

## Minulost městečka
V roce 1304 město zničil Řád německých rytířů. V roce 1561 je zmiňována ves Gardamas, v roce 1651 – městečko. Gerhard Mercator zaznamenal město na své mapě v roce 1595. V roce 1636 je zmiňována kaple v Gardamu. Je na mapě Pruska z roku 1679. V roce 1706 starosta Kvėdarny Pacas nechal postavit kostel sv. Rocha, která byla filií farnosti v Žemaičių Naumiestisu; její věž byla přestavěna v roce 1911. Kostel 25. dubna 1913 shořel, proto byla postavena provizorní kaple. Nový kostel začali stavět v roce 1922 a vysvěcen byl 1932. V roce 2002 byly do věže kostela instalovány nové hodiny, jejichž ciferník v noci svítí.
Gardamas byl v 19. století jedním z nejvýznamnějších center pašeráctví zakázaných knih. Zakázané knihy šířil v Gardamu pašerák knih Juozas Freitakas, farář P. Grigaliūnavičius a další. V meziválečném období byly v Gardamu tři čajovny, obchod, pošta (nynější má PSČ LT-99063), základní škola. V roce 1947 byla založena knihovna, dnes je v ní také přístup k internetu. Od roku 1958 je zde kulturní dům, poliklinika, od roku 1996 sál pro volný čas; dále zde působí podnik masného průmyslu „Linegis“ s.s.r.o. (UAB), veterinární klinika Gintara Šarky, pila R. Paulauskaitė, prodejna smíšeného zboží. Po II. světové válce působili v okolí Gardamu partyzáni Kęstutisova oddílu. středisková obec gardamského kolchozu (později sovchozu „Ramučiai“  Byla založena venkovská (kulturní) společnost „Tenenys“. Dekretem ze dne 7. prosince 2010 Prezidentka Litvy potvrdila Gardamský městský znak.

## Architektonické památky
- Kostel sv. Rocha v Gardamu
- Lurdas
- Boží muka (koplytstulpis) věnovaný cestě zakázané knihy (Mažvydova cesta) (sochař Vytautas Bliūdžius postavený v roce 2007)

## Obyvatelstvo
| 1866 | 1923 | 1959 | 1970 | 1977 | 1979 | 1985 | 1997 | 2001 |
| ---- | ---- | ---- | ---- | ---- | ---- | ---- | ---- | ---- |
| 170  | 192  | 166  | 181  | 230  | 332  | 378  | 478  | 437  |
|      |      |      |      |      |      |      |      |      |

## Slavní rodáci
- Jonas Gocentas (1897–1974, dobrovolník Litevské armády, literát, vlastivědný výzkumník, právník, bibliofil, vypravěč
- V knihovně 41 let jako knihovnice pracovala jeho manželka Z. Gocentienė